# 11776 Milstein
11776 Milstein è un asteroide della fascia principale. Scoperto nel 1977, presenta un'orbita caratterizzata da un semiasse maggiore pari a 3,1722801 UA e da un'eccentricità di 0,1814772, inclinata di 0,44651° rispetto all'eclittica.
L'asteroide è dedicato al biochimico argentino naturalizzato britannico César Milstein.